# Dadighattamadagu, Dod Ballapur
Dadighattamadagu là một làng thuộc tehsil Dod Ballapur, huyện Bangalore Rural, bang Karnataka, Ấn Độ.